# Bastion Menniczy w Toruniu
Bastion Menniczy (również: Bastion I, Bastion Nowy) – zespół fortyfikacji mieszczący się przy ul. Wola Zamkowa 12 i św. Jakuba 5.
Pierwotnie składał się z wału ziemnego o wysokości ok. 8 m, z fosy o głębokości ok. 3 m i szerokości ok. 25–30 cm. Bastion rozbudowały wojska szwedzkie podczas potopu w 1658 roku. Bastion ponownie przebudowano w XIX wieku, podczas rozbudowy Twierdzy Toruń. W 1824 roku na obszarze bastionu zbudowano magazyn prochowy, sam bastion otoczono murem Carnota. W latach 80. XIX wieku zasypano fosę i grodzę. W latach 1888–1890 zbudowano składnicę saperską, a w 1890 schron pogotowia.
Osiem bastionów zostało zbudowanych w latach 1629–1631. Do czasów współczesnych zachował się wyłącznie Bastion Menniczy, pozostałe zostały przekształcone i zniwelowane na początku XX wieku. 29 kwietnia 1998 roku zespół wpisano do rejestru zabytków (A/66). W 2021 roku bastion poddano renowacji.